# Wysocki IV
Wysocki (Nawos-Wysocki, Leliwa odmienny) – kaszubski herb szlachecki, herb własny rodziny Wysockich, odmiana herbu Leliwa.

## Opis herbu
Opis z wykorzystaniem klasycznych zasad blazonowania:
W polu czerwonym półksiężyc z twarzą, złoty i takąż dwunastopromienną gwiazdą ponad nim. Klejnot: nad hełmem w koronie ptak (gołąb?) srebrny z rospostartymi skrzydłami w lewo, trzymający w dziobie gałązkę (oliwną?). Labry czerwone, podbite złotem.

## Najwcześniejsze wzmianki
Herb znany wyłącznie z materiałów własnych rodziny Nawos-Wysockich, opublikowany po raz pierwszy przez Przemysława Pragerta w 2018 roku.

## Herbowni
Wysocki (Wisotzki, Wissocki, Wysotzki, Wyssowski) z przydomkiem Nawos. Rodzinie tej przypisywano także błędnie przydomek Lewald. Wysoccy na Kaszubach notowani są głównie z podstawową wersją herbu Leliwa oraz z herbem Rogala.

### Rodzina Wysockich
Rodzina biorąca nazwisko od wsi Wysoka w parafii Raciąż. Pierwszym jej odnotowanym przedstawicielem był Jan Wysocki, który w 1570 roku odcisnął pieczęć z herbem Leliwa. W tym samym roku odnotowano także Krzysztofa Wysockiego. Jakiś Wysocki w 1682 roku był właścicielem części wsi Zarzecze koło Nowej Cerkwi. Na Kaszubach byli także Wysoccy herbu Rogala, których gniazdem była Wysoka Zaborska. Prawdopodobnie byli to członkowie tego samego rodu, którzy osiadłszy w XVII wieku na Zaborach, zaczął używać innego herbu.